# 吳師虔

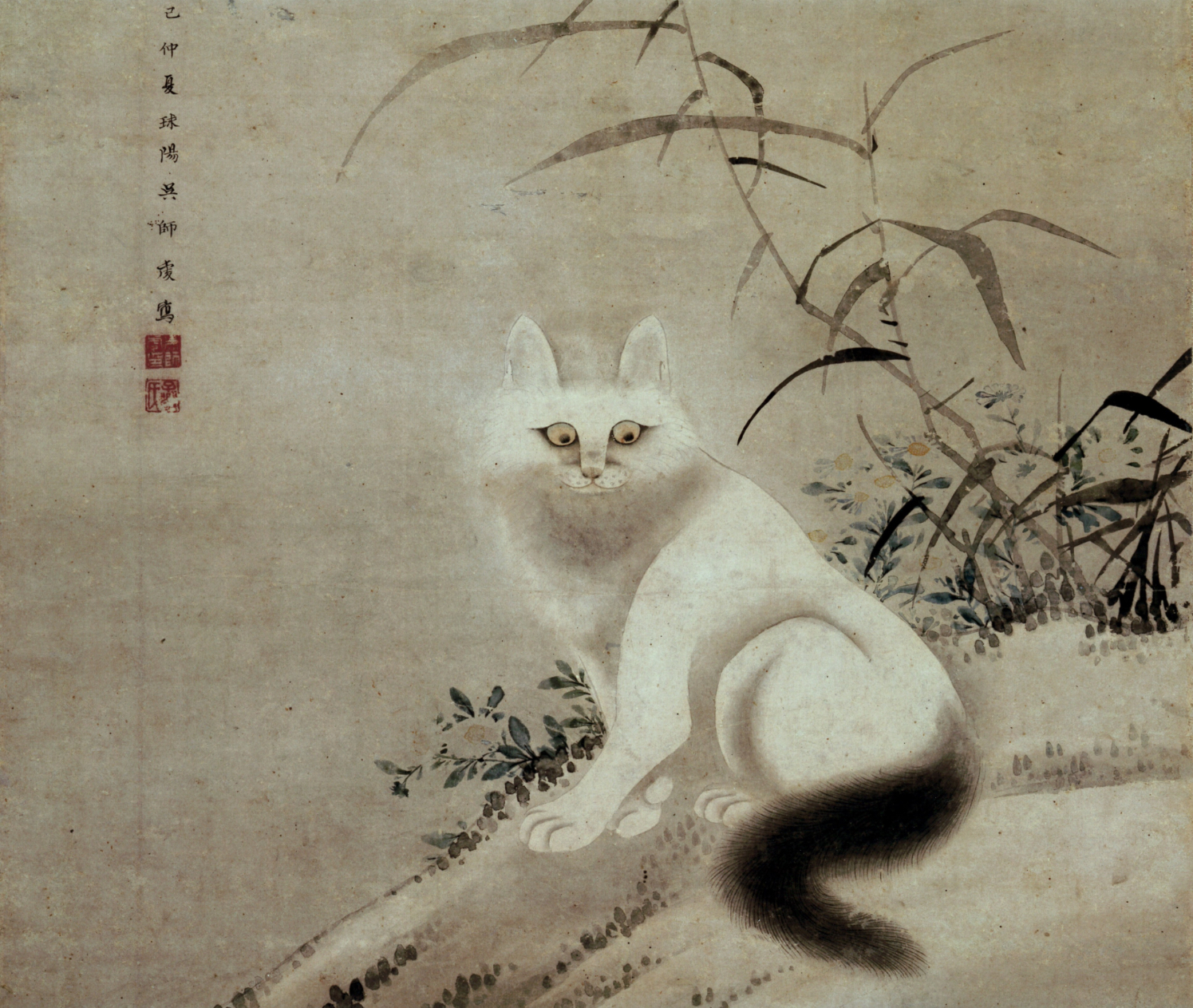
山口宗季筆《神貓圖》（沖繩縣指定有形文化財、那霸市歷史博物館所藏）

吳師虔（1672年12月21日—1743年2月25日），和名山口親雲上宗季，字子敬，号雲谷、後名保房，是琉球國第二尚氏王朝的一名宮廷畫師，也是琉球國「五大畫人」之一。
19歲時就擔任琉球王府的繪師。31歲時前往清朝的福州，拜福州的第一畫師孫億、順梁亨、鄭大觀為師學習畫畫。歸國後成為繪師主取，負責製作向薩摩藩主的進上品以及琉球國王的御後繪。作品有「四季翎毛花卉圖」等。
他在清朝期間學會了製作印泥的方法，並將這種方法帶回國內。
殷元良（座間味親雲上庸昌）是他的弟子。